# ピアノ協奏曲 (ガーシュウィン)
『ヘ調の協奏曲』（英：Concerto in F ）は、ジョージ・ガーシュウィンが1925年に指揮者のウォルター・ダムロッシュの委嘱により作曲したピアノ協奏曲。『ピアノ協奏曲 ヘ調』や『ピアノ協奏曲 ヘ長調』と表記される場合もある。

## 概要
ジャズに影響され、狂詩曲として構成された出世作『ラプソディ・イン・ブルー』に比べると、かなり伝統的な協奏曲に近づいている。作曲に当たってガーシュウィンは、初めて音楽理論書を買い求め、楽式を学んだという。
オーケストレーションにファーディ・グローフェの手を借りた『ラプソディ・イン・ブルー』とは違って、本作ではガーシュウィンが完全に自力でオーケストレーションを行なっている（そのために自費で劇場を借り、楽員を集めて試奏を行うことさえしている）。このことから、ガーシュウィンの作曲技法がかなり存分に花開いた作品と呼ぶことができる。イギリスの作曲家ウィリアム・ウォルトンは、ガーシュウィンによる本作の管弦楽法を褒めちぎり、作曲中のピアノ協奏曲を協奏交響曲に改作したほど、彼の才能に衝撃を受けたが、ウォルトン自身も管弦楽法の達人であった。
本作は1925年12月3日、ニューヨークのカーネギー・ホールにおいて、ガーシュウィン自身のピアノ独奏、ダムロッシュ指揮のニューヨーク交響楽団によって初演された。初演では歓迎されたものの、批評家の間では、ジャズとクラシックのいずれに分類すべきかをめぐって意見が割れた。実のところ、同時代の作曲家の間でも同様の評価が見られ、ストラヴィンスキーは本作を天才の仕事と認めたが、プロコフィエフは毛嫌いしたという。
ジャズを取り入れたピアノ協奏曲として最も知られているものの、この曲の2年前の1923年には既にチェコの作曲家エルヴィン・シュルホフが『ジャズ風に』と題した『ピアノ協奏曲第2番 作品43 WV 66』を作曲し、自作自演も残している。

## 楽器編成
独奏ピアノ、フルート2、ピッコロ、オーボエ2、コーラングレ、クラリネット2、バス・クラリネット、ファゴット2、ホルン4、トランペット3、トロンボーン3、チューバ、ティンパニ、シンバル、トライアングル、大太鼓、小太鼓、銅鑼、鐘、木琴、弦五部

## 楽曲構成
3楽章からなり、開始楽章と終楽章には主題同士の関連性が見受けられる。中間楽章が最もジャズに影響されている。演奏時間は約32分。
- 第1楽章 アレグロ
ヘ長調、2分の2拍子、自由なソナタ形式による。
作曲当時の大衆的なダンス音楽である、チャールストンが支配的な着想源となっており、明らかにジャズのイディオムが認められる。
- 第2楽章 アダージョ - アンダンテ・コン・モート
変ニ長調、4分の4拍子。
ブルース風に構成された楽章である。
- 第3楽章 アレグロ・アジタート
ヘ短調～ヘ長調、4分の2拍子。
脈打つような精力的なフィナーレであり、先行楽章の数々の旋律を繰り返す主題を、いくつか寄せ集めたものにほかならない。

## 録音
他の作曲家のピアノ協奏曲よりもやや人気がないが、よく知られた演奏家によるレコーディングが行われている。最初は1928年にポール・ホワイトマンと彼のコンサート・オーケストラがロイ・バーギーのピアノ、グローフェ編曲でコロンビア・レコードに録音した。その他は次のとおり。
- レナード・ペナリオ独奏、ウィリアム・スタインバーグ指揮のピッツバーグ交響楽団。1953年。
- オスカー・レヴァント独奏、アルトゥーロ・トスカニーニ指揮のNBC交響楽団（1944年ラジオ放送より）
- オスカー・レヴァント独奏、アンドレ・コステラネッツ指揮のニューヨーク・フィルハーモニック
- モートン・グールド独奏、モートン・グールドと彼のオーケストラ。1955年。
- アレック・テンプルトン独奏、トール・ジョンソン指揮のシンシナティ交響楽団
- アール・ワイルド独奏、アーサー・フィードラー指揮のボストン・ポップス・オーケストラ
- ユージン・リスト独奏、ハワード・ハンソン指揮のイーストマン・ロチェスター管弦楽団
- ラザール・ベルマン独奏、ゲンナジー・ロジェストヴェンスキー指揮のモスクワ・フィルハーモニー管弦楽団
- アンドレ・プレヴィン独奏、アンドレ・コステラネッツと彼のオーケストラ（プレヴィンは、さらに2つの録音を自らが指揮を兼ねて行った。ロンドン交響楽団とピッツバーグ交響楽団）
- ギャリック・オールソン独奏、マイケル・ティルソン・トーマス指揮のサンフランシスコ交響楽団
- フィリップ・アントルモン独奏、ユージン・オーマンディ指揮のフィラデルフィア管弦楽団
- エレーヌ・グリモー独奏、デヴィッド・ジンマン指揮のボルティモア交響楽団。1997年。
- ヴェルナー・ハース独奏、エド・デ・ワールト指揮のモンテカルロ国立歌劇場管弦楽団
- ジェローム・ローウェンタール独奏、モーリス・アブラヴァネル指揮のユタ交響楽団
- ボニー・グリットンとスーザン・デュールマイヤー（2台ピアノ版）
- ジョン・ナカマツ独奏、ジェフ・ティジク指揮のロチェスター・フィルハーモニー管弦楽団。
- カティアとマリエル・ラベック（2台ピアノ版）
- クリスティーナ・オルティス独奏、アンドレ・プレヴィン指揮のロンドン交響楽団
- ジャン＝イヴ・ティボーデ独奏、マリン・オールソップ指揮のボルティモア交響楽団（グローフェ編曲のジャズバンドバージョン）
- スヴャトスラフ・リヒテル独奏、クリストフ・エッシェンバッハ指揮のシュトゥットガルト放送交響楽団（1993年シュヴェツィン·フェスティバルで）
- マーカス・ロバーツ・トリオ（英語版）、小澤征爾指揮のベルリン・フィルハーモニー管弦楽団（ヴァルトビューネ、2003年）
- マルカンドレ・アムラン独奏、レナード・スラットキン指揮のオランダ放送フィルハーモニー管弦楽団（アムステルダムでのライブ、2005年）
- マーカス・ロバーツ・トリオ、小澤征爾指揮のサイトウ・キネン・オーケストラ（第14回サイトウ・キネン・フェスティバル松本、小澤征爾70歳バースディ・ガラ・コンサート、2005年）
- ステファノ・ボラーニ独奏、リッカルド・シャイー指揮のライプツィヒ・ゲヴァントハウス管弦楽団（ゲヴァントハウスでのライブ、2010年）